# Suore di San Giuseppe del Sacro Cuore di Gesù
Le Suore di San Giuseppe del Sacro Cuore di Gesù (in inglese Sisters of St Joseph of the Sacred Heart of Jesus o Brown Josephites) sono un istituto religioso femminile di diritto pontificio: i membri di questa congregazione pospongono al loro nome la sigla R.S.J.

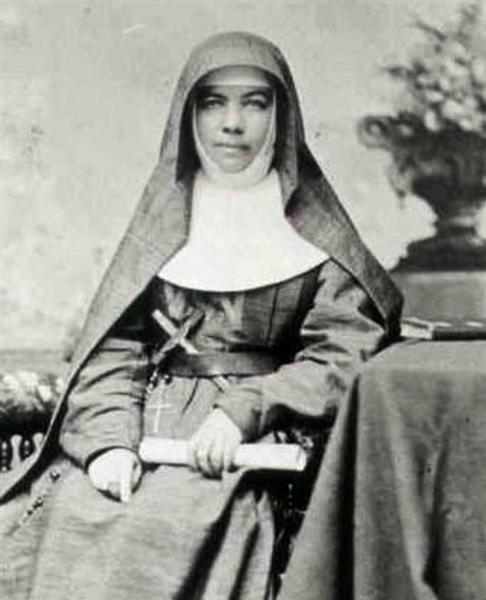
Mary MacKillop, fondatrice della congregazione

## Storia
Le origini della congregazione risalgono al 1866, quando Julian Tenison Woods (1832-1889), sacerdote della diocesi australiana di Adelaide, aprì a Penola (Australia Meridionale) una scuola parrocchiale gratuita e ne affidò la direzione alla sua collaboratrice Mary MacKillop (1842-1909): l'anno seguente Woods venne nominato dal vescovo Laurence Sheil responsabile diocesano per l'educazione cattolica; il 2 luglio 1867 venne inaugurata una scuola anche ad Adelaide, gestita dalla MacKillop e da alcune sue compagne.
Il 17 dicembre 1868 il vescovo Sheil eresse le Suore di San Giuseppe del Sacro Cuore di Gesù in congregazione di diritto diocesano: le religiose crebbero rapidamente di numero e venivano inviate a piccoli gruppi ad aprire scuole parrocchiali nelle zone rurali e più isolate della regione.
L'istituto ricevette il decreto di lode dalla Congregazione di Propaganda Fide il 21 aprile 1874 e venne approvato definitivamente Santa Sede il 25 luglio 1888.
La MacKillop, in religione madre Maria della Croce, è stata beatificata da papa Giovanni Paolo II nel 1995 e proclamata santa da papa Benedetto XVI il 17 ottobre 2010.

## Attività e diffusione
Le Suore di San Giuseppe si dedicano prevalentemente all'istruzione della gioventù: gestiscono anche orfanotrofi, case famiglia e centri di accoglienza per prostitute ed ex carcerate.
Sono presenti in Australia, Brasile, Irlanda, Nuova Zelanda, Perù, Scozia, Timor Est: la sede generalizia è a Sydney.
Al 31 dicembre 2005 l'istituto contava 875 religiose in 340 case.